# 소파

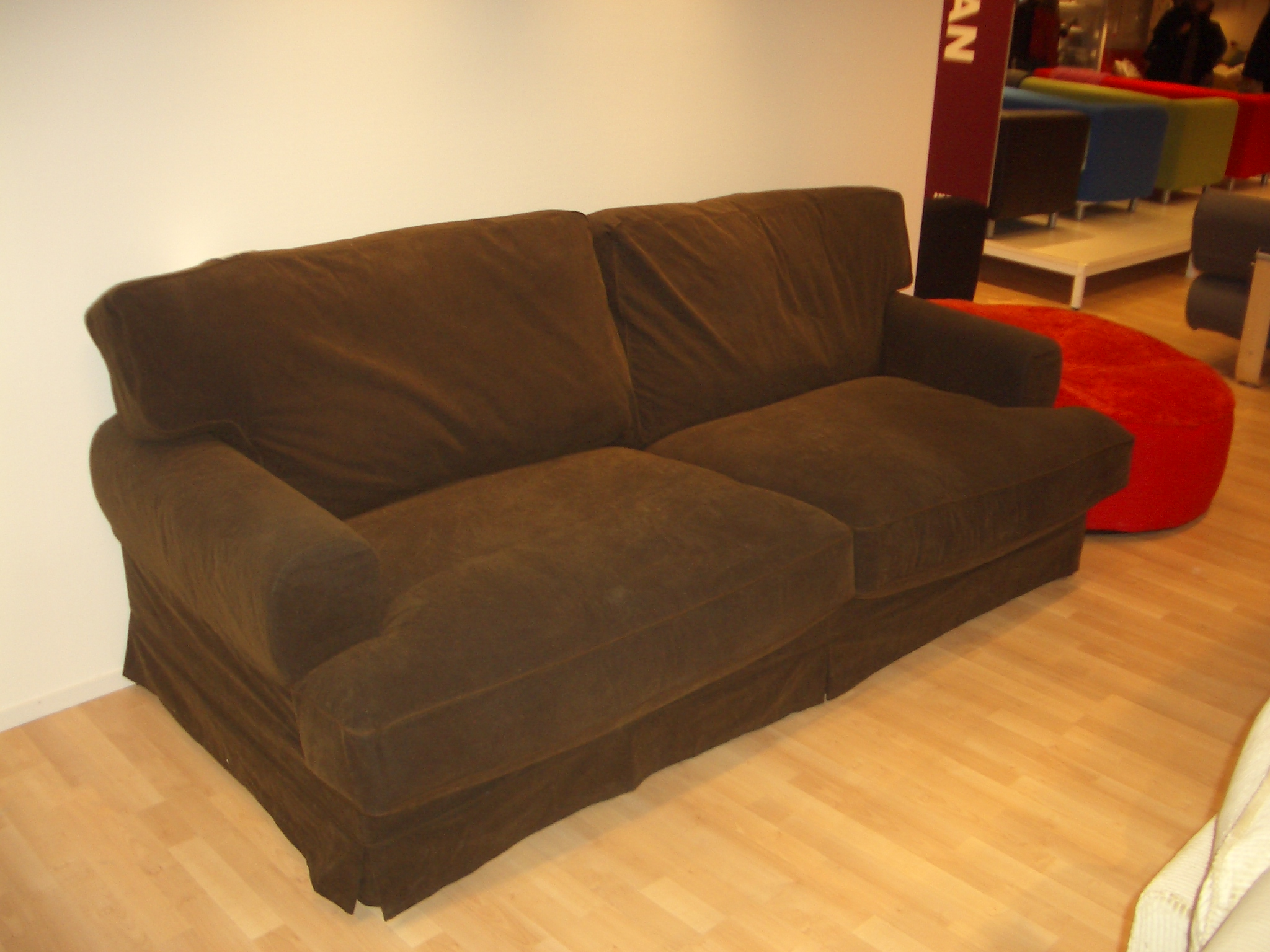
갈색 소파의 모습.

소파(Sofa, 문화어: 쏘파)는 방석과 등받이가 있는 긴 안락의자이다.

## 종류
종류로는 침대로도 사용할 수 있는 데이븐포트(Davenport), 등반이가 낮은 카우치(Couch), 2인용 소파 러브시트(Loveseat) 등이 있으며 그 외에도 체스터필드(Chesterfield), 라운지(Lounge), 섹셔널 유닛(Sectional unit), 다이밴(Divan), 세티(Settee), 턱시도 소파(Tuxedo Sofa), 소파 베드(Sofa Bed) 등이 있다. 또한 크기와 모양을 원하는 대로 조립하거나 분리할 수 있는 모듈러소파도 있다. 소파는 마감재에 따라 구분되기도 하며 그종류로는 직물과 가죽, 인조가죽 등이 있다. 또 용도에 따라 원목 그대로 제작되기도 한다. 근래에는 가죽의 장점과 직물의 장점을 결합한 다양한 소재의 원단이 개발되고 있다.

## 같이 보기
- 긴 의자
- 쿠션

## 참고 자료
- 이 문서에는 다음커뮤니케이션(현 카카오)에서 GFDL 또는 CC-SA 라이선스로 배포한 글로벌 세계대백과사전의 내용을 기초로 작성된 글이 포함되어 있습니다.